# Protocolo de Tânger
O Protocolo de Tânger, também conhecido como Estatuto de Tânger, refere-se a um acordo internacional, assinado em 1923, que estabeleceu o estatuto internacional da cidade marroquina de Tânger. Isto levou ao estabelecimento da chamada Zona Internacional de Tânger.

## História
Na cidade de Tânger estavam instaladas as sedes das delegações diplomáticas no Marrocos desde o final do século XIX. A posição de Tânger e sua influência nas relações diplomáticas  já havia se tornado um problema internacional durante a Primeira Crise do Marrocos. Desde o estabelecimento do Protetorado Espanhol do Marrocos, a questão sobre o status da administração desta cidade peculiar estava sendo um quebra-cabeça no tabuleiro internacional.

Bandeira utilizada na Zona Internacional.

Em 1923 foi assinado um acordo que estabeleceu o novo estatuto do território. Sob este acordo, a cidade de Tânger tornou-se uma zona internacional. Este acordo foi assinado por representantes da Espanha, França e Reino Unido, posteriormente aderindo a Itália, Portugal, Bélgica e Países Baixos em 1928.
Com o início da Segunda Guerra Mundial, a Espanha (sob a ditadura franquista) assumiu o controle da cidade em 14 de junho de 1940, tirando proveito da ocupação alemã da França. A partir daí, a cidade se tornou um importante foco de espionagem e contrabando, chegando a ser o centro da espionagem alemã no Norte da África. Com o fim da guerra em 1945, as autoridades franquistas retornaram a cidade ao seu status anterior, sob a pressão das potências aliadas. Naquele ano, a União Soviética passou a estar presente na comissão internacional da cidade. Tânger permaneceu sendo uma zona internacional até o Marrocos tornar-se independente em 1956.